# Vaterland (schip, 1914)

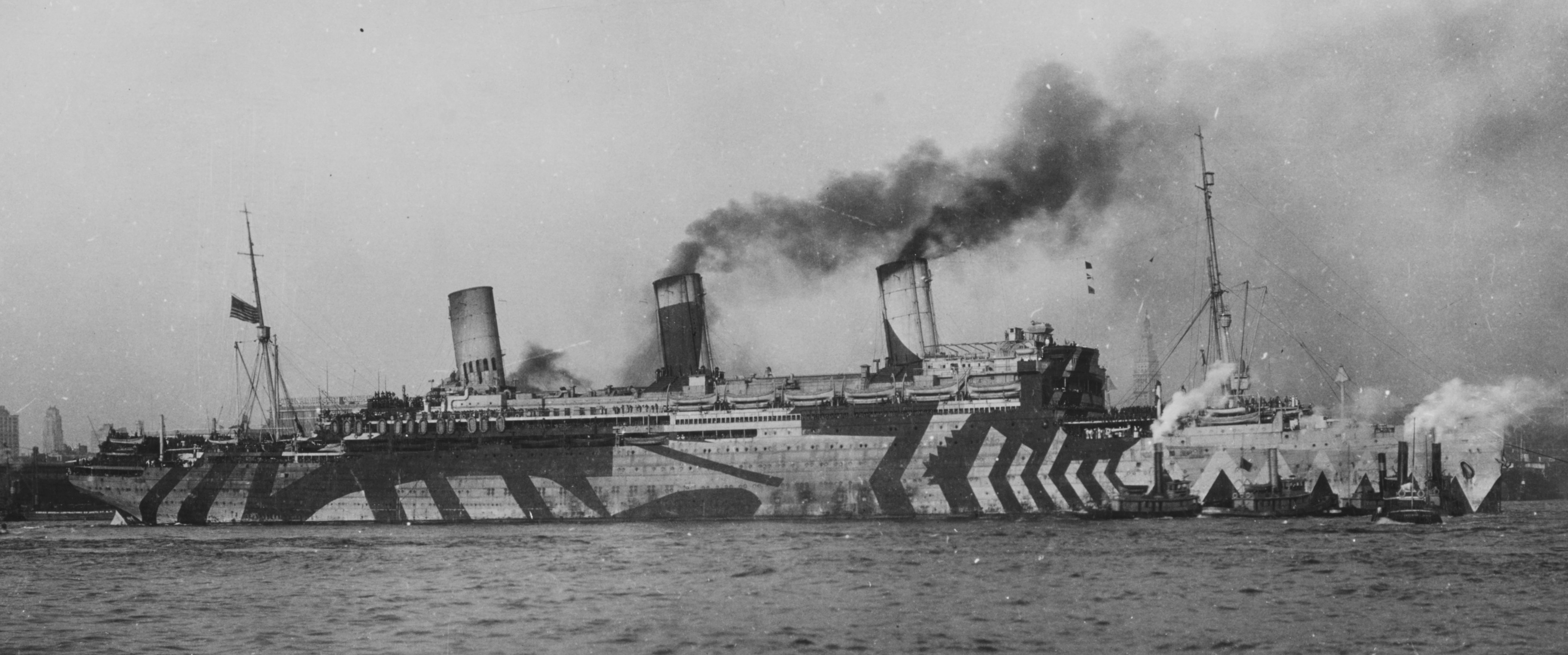
Als troepenschip USS Leviathan

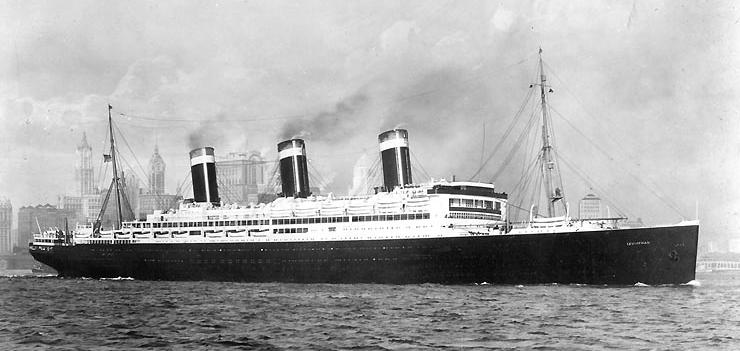
SS Leviathan (circa 1925)

De SS Vaterland was een passagiersschip dat dienstdeed van 1914 tot en met 1937. Het deed een jaar dienst bij de Duitse rederij Hamburg-America Line, maar was in de haven van New York toen de Eerste Wereldoorlog uitbrak. Het schip werd geïnterneerd en later in gebruik genomen om Amerikaanse soldaten naar het Europese front te vervoeren. Na de oorlog kwam het in handen van de Amerikaanse rederij United States Lines.

## Bouw en eerste dienstjaar
Constructie van het schip begon in 1910 in Hamburg in opdracht van de Hamburg-Amerika Lijn. Het schip was de tweede van een drietal schepen die door de Hamburg-Amerika Lijn besteld werden. De andere twee schepen waren de Imperator en de Bismarck. Vaterland werd op 13 april 1911 te water gelaten en was ruim 54.000 BRT groot.

## In de Eerste Wereldoorlog
In juli 1914 lag het schip in de haven van New York toen de oorlog uitbrak. De reder twijfelde of het schip veilig kon terugkeren naar Duitsland en besloot voor de zekerheid het schip daar te laten. Het bleef drie jaar ongebruikt aan de kade liggen.
Op 6 april 1917 verklaarde de Verenigde Staten de oorlog aan Duitsland. Het schip werd opgenomen in de Amerikaanse marine. Op 6 september 1917 werd het omgedoopt tot USS Leviathan en werd gebruikt voor het troepentransport. Voor deze taak werd het schip gecamoufleerd. Tot de wapenstilstand van 11 november 1918 werden 119.000 militairen naar het Europese oorlogstoneel vervoerd. Hierna keerde de stroom militairen. Op negen reizen bracht de USS Leviathan soldaten terug naar huis en op 29 oktober 1919 werd het schip uit actieve militaire dienst ontslagen.

## Terug als passagiersschip
Het schip verkeerde na de oorlog in slechte staat door een gebrek aan onderhoud en het vervoer van zoveel manschappen. Het werd in 1922 naar de scheepswerf van Newport News Shipbuilding in Newport News, Virginia gesleept voor het noodzakelijke onderhoud en een ingrijpende verbouwing. Het duurde 14 maanden waarbij het gehele interieur werd vernieuwd, de romp werd verstevigd en olie nam de plaats in van steenkool als brandstof voor de ketels. Op 4 juli 1923 maakte het de eerste reis voor de United States Lines.
De economische crisis die in 1929 begon maakte het moeilijk om het schip in de vaart te houden. Ondanks subsidies van de overheid werd ze in 1937 verkocht aan een sloper.